# 車藝蓮
車藝蓮（韓語：차예련，1985年7月16日—）是韓國女演員、模特兒。與男演員朱相昱於2017年5月結婚，長女在2018年誕生。

## 影視作品

### 電視劇
| 年份   | 電視台 | 劇名                 | 角色                           |
| ------ | ------ | -------------------- | ------------------------------ |
| 2004年 | SBS    | 《小島老師》         |                                |
| 2007年 | KBS    | 《壞愛情》           | 喬安／朴新英                   |
| 2008年 | SBS    | 《全職媽媽》         | 高恩智                         |
| 2008年 | SBS    | 《明星的戀人》       | 崔恩英                         |
| 2009年 | KBS    | 《天下無敵李平岡》   | 官芝樂                         |
| 2009年 | SBS    | 《Style》            | 客串                           |
| 2010年 | SBS    | 《醫生冠軍》         | 姜熙英                         |
| 2011年 | MBC    | 《Royal Family》     | 趙賢真                         |
| 2013年 | MBC    | 《黃金彩虹》         | 金千元／张何彬／尹何彬／江庆美 |
| 2014年 | SBS    | 《對我而言可愛的她》 | 申海允                         |
| 2015年 | MBC    | 《華麗的誘惑》       | 姜日珠/白尚熙                  |
| 2019年 | KBS    | 《香水》             | 韓智娜                         |
| 2019年 | KBS    | 《優雅的母女》       | Jennis韓 (韓有珍) / 洪宥拉     |
| 2022年 | KBS    | 《黃金面具》         | 劉秀妍                         |
| 2023年 | ENA    | 《幸福對決》         | 金娜英                         |

### 電影
| 年份   | 片名                   | 角色   |
| ------ | ---------------------- | ------ |
| 2005年 | 《女高怪談4：聲音》    | 草雅   |
| 2006年 | 《毆打誘發者》         | 仁静   |
| 2007年 | 《特別市的人們》       |        |
| 2007年 | 《抽象画中的越南少女》 | 徐英   |
| 2008年 | 《七音符》             | 尹貞媛 |
| 2011年 | 《第七礦區》           | 贤静   |
| 2011年 | 《我的黑色小禮服》     | 秀珍   |
| 2014年 | 《Plan Man》           | 李智媛 |
| 2014年 | 《女演員大作戰》       | 蝴蝶   |
| 2015年 | 《上帝的男高音》       | 李允熙 |
| 2015年 | 《双生灵》             | 刘玉   |
| 2015年 | 《退魔：巫女窟》       |        |

### MV
- 2003年：趙壯爀《仍然愛著的時候》
- 2006年：SeeYa《女人的香氣》（與金敏俊、河錫辰）
- 2006年：SeeYa＆SG Wannabe《因為愛你》（《女人的香氣》續集，與金敏俊、河錫辰）
- 2007年：Eru《因為是二個人》（與重勳、奉太奎、安聖基、甄美里、林河龍、金容健、李桂仁）
- 2010年：M TO M《無謂的我》

## 綜藝節目
- 2006年：SBS《TV Box Office》
- 2009年：Olive《She's Olive—車藝蓮的Editor Story》
- 2009年：On Style《Style Magazine》

## 獲獎列表
- 2004年：Fashion Show首爾collection designer
- 2008年：SBS演技大賞－新人獎
- 2008年：第1屆韓國珠寶大賞－新人獎
- 2010年：第18屆春史電影賞宣傳大使
- 2011年：第六屆 亞洲模特Award－模特STAR獎
- 2022年：KBS演技大獎－日日劇部門 女子優秀演技獎 《黃金面具》

## 外部連結
- 車藝蓮的Instagram帳戶
- 車藝蓮在NAVER上的资料
- 車藝蓮在Daum上的资料